# The Night of the Cookers
The Night of the Cookers – Live at Club La Marchal – jedenasty album i pierwszy koncertowy amerykańskiego trębacza jazzowego Freddiego Hubbarda, wydany pierwotnie jako dwie płyty (z numerami katalogowymi BLP-4207 i BLP-4208) w 1965 roku przez Blue Note Records.
W wydaniu CD jest to album dwupłytowy. 

## Powstanie
Materiał na płytę został zarejestrowany podczas dwóch koncertów w klubie La Marchal w Brooklynie: 9 (utwory 3 i 4) i 10 (utwory 1 i 2) kwietnia 1965. Produkcją płyty zajął się Alfred Lion.

## Lista utworów
Opracowano na podstawie materiału źródłowego.
Wydanie LP
Płyta 1
Strona A
| Nr | Tytuł utworu | Muzyka       | Długość |
| -- | ------------ | ------------ | ------- |
| 1. | „Pensativa”  | Clare Fisher | 22:15   |
|    |              |              | 22:15   |

Strona B
| Nr | Tytuł utworu | Muzyka            | Długość |
| -- | ------------ | ----------------- | ------- |
| 1. | „Walkin’”    | Richard Carpenter | 19:27   |
|    |              |                   | 19:27   |

Płyta 2
Strona A
| Nr | Tytuł utworu | Muzyka          | Długość |
| -- | ------------ | --------------- | ------- |
| 1. | „Jodo”       | Freddie Hubbard | 23:31   |
|    |              |                 | 23:31   |

Strona B
| Nr | Tytuł utworu     | Muzyka          | Długość |
| -- | ---------------- | --------------- | ------- |
| 1. | „Breaking Point” | Freddie Hubbard | 21:43   |
|    |                  |                 | 21:43   |

## Twórcy
Opracowano na podstawie materiału źródłowego.
Muzycy:
- Freddie Hubbard – trąbka
- Lee Morgan – trąbka
- James Spaulding – saksofon altowy, flet
- Harold Mabern — fortepian
- Larry Ridley — kontrabas
- Pete La Roca – perkusja
- Big Black – kongi

Produkcja:
- Alfred Lion – produkcja muzyczna
- Orville O’Brien – inżynieria dźwięku
- Francis Wolff – fotografia na okładce
- Alfred Davis – liner notes
- Michael Cuscuna – produkcja muzyczna (reedycja z 2003)
- Rudy Van Gelder – inżynieria dźwięku (reedycja z 2003)
- Bob Blumenthal – liner notes (reedycja z 2003)